# Birhan Woldu
Birhan Woldu (ur. ok. 1981) – Etiopka, która została pokazana na koncercie Live Aid w 1985 roku w nagraniu kanadyjskiego reportera Briana Stewarta jako dziecko umierające w czasie klęski głodu w Etiopii i zyskała przez to smutną sławę jako „twarz głodu” (the face of the famine).
Jej matka i siostra zmarły z głodu, Woldu i jej ojciec przeżyli.
Kiedy Birhan wykazała się wbrew wszelkim oczekiwaniom silną wolą przeżycia, jej ojcu Ato wraz z pielęgniarkami udało się ją odratować. Brian Stewart sponsorował jej wykształcenie. Birhan studiowała gospodarkę rolną w koledżu, otrzymującym finansowe wsparcie z organizacji African Children’s Education Trust.
W 2005 r. Birhan Woldu mieszkała ze swoim ojcem, macochą i siedmiorgiem rodzeństwa w kamiennej chatce w etiopskiej wiosce Kwiha wśród wzgórz wyschniętych dolin rzecznych w prowincji Tigraj – ośrodku dawnej klęski głodu. Rodzina utrzymywała się z dotacji 120 euro miesięcznie od Live Aid-Trust i z płodów rolnych, zbieranych z kawałka ziemi. Birhan Woldu planowała pomóc ojcu założyć uprawę kawy i herbaty.
Birhan Woldu należy do Etiopskiego Kościoła Ortodoksyjnego.
W 2004 roku wystąpiła w teledysku Band Aid 20s, będącym adaptacją piosenki Do They Know It's Christmas, śpiewanej po raz pierwszy w 1985 roku na koncertach charytatywnych na rzecz głodujących Etiopczyków.
W 2005 roku Bob Geldof po raz kolejny pokazał reportaż Briana Stewarta na koncercie Live 8 w Londynie. Birhan Woldu pojawiła się wtedy na scenie i w swoim ojczystym języku podziękowała słuchaczom za wsparcie.